# Drugi rząd Clémenta Mouamby
Drugi rząd Clémenta Mouamby – Rada Ministrów Republiki Konga, pod kierownictwem premiera Clémenta Mouamby, powołana przez prezydenta Denisa Sassou-Nguesso dekretem nr 2017-371 z dnia 21 sierpnia 2017 i zaprzysiężona dzień później. Składał się z premiera, wicepremiera, sekretarza stanu, 31 ministrów i pełnomocnika premiera ds. decentralizacji.
5 maja 2021 roku, niecały miesiąc po zaprzysiężeniu Denisa Sassou-Nguesso na kolejną kadencję na stanowisku prezydenta, Clément Mouamba i jego rząd podali się do dymisji. 12 maja 2021 roku premierem Konga został Anatole Collinet Makosso. 15 maja został powołany nowy rząd.

## Zmiany w rządzie
16 marca 2020 roku Fidèle Dimou został odwołany ze stanowiska ministra transportu, lotnictwa cywilnego i marynarki handlowej, a jego resort został połączony z ministerstwem planowania, statystyki i integracji regionalnej.

## Skład rządu
| Zdjęcie | Funkcja | Imię i nazwisko                            |
| ------- | --- | ------------------------------------------ |
|         | Premier | Clément Mouamba                            |
|         | Wicepremier ds. Administracji Państwowej, Reformy Państwa i Bezpieczeństwa Socjalnego                          | Firmin Ayessa                              |
|         | Pełnomocnik Premiera ds. Decentralizacji                                                                       | Charles Nganfouomo                         |
|         | Minister Rolnictwa, Hodowli i Rybołówstwa                                                                      | Henri Djombo                               |
|         | Minister Gospodarki, Przemysłu i Sektora Publicznego                                                           | Gilbert Ondongo                            |
|         | Minister Handlu, Zaopatrzenia w Żywność i ds. Konsumentów                                                      | Claude Alphonse Nsilou                     |
|         | Dyrektor Biura Prezydenta Republiki                                                                            | Florent Ntsiba                             |
|         | Minister Spraw Zagranicznych, Współpracy i ds. Diaspory                                                        | Jean-Claude Gakosso                        |
|         | Minister Spraw Wewnętrznych i Decentralizacji                                                                  | Raymond Zéphirin Mboulou                   |
|         | Minister Obrony Narodowej                                                                                      | Charles Richard Mondjo                     |
|         | Minister Górnictwa i Geologii                                                                                  | Pierre Oba                                 |
|         | Minister Gospodarki Przestrzennej i Robót Publicznych                                                          | Jean-Jacques Bouya                         |
|         | Minister ds. Ropy i Gazu Ziemnego                                                                              | Jean-Marc Thystère-Tchicaya                |
|         | Minister Finansów i ds. Budżetu                                                                                | Calixte Nganongo                           |
|         | Minister Łączności i ds. Mediów, Rzecznik Rządu                                                                | Thierry Moungalla                          |
|         | Minister Szkolnictwa Wyższego                                                                                  | Bruno Jean-Richard Itoua                   |
|         | Minister Wyposażenia Technicznego i ds. Utrzymania Dróg                                                        | Emile Ouosso                               |
|         | Minister Szkolnictwa Podstawowego i Średniego oraz ds. Walki z Analfabetyzmem                                  | Anatole Collinet Makosso                   |
|         | Minister Sprawiedliwości, ds. Praw Człowieka oraz Rdzennej Ludności                                            | Angel Aimé Bininga                         |
|         | Minister ds. Małych i Średnich Przedsiębiorstw, Rzemiosła oraz Sektora Nieformalnego                           | Yvonne-Adélaïde Mougany                    |
|         | Minister Energetyki i Gospodarki Wodnej                                                                        | Serge Blaise Zoniaba                       |
|         | Minister ds. Gruntów Publicznych i Kontaktów z Parlamentem                                                     | Pierre Mabiala                             |
|         | Minister ds. Specjalnych Stref Ekonomicznych                                                                   | Gilbert Mokoki                             |
|         | Minister Kształcenia Technicznego i Kształcenia Zawodowego oraz Zatrudnienia                                   | Nicéphore Antoine Thomas Fylla Saint-Eudes |
|         | Minister Budownictwa, Urbanizacji i ds. Miast                                                                  | Josué Rodrigue Ngouonimba                  |
|         | Minister Leśnictwa                                                                                             | Rosalie Matondo                            |
|         | Minister Zdrowia, ds. Ludności, ds. Promocji Kobiet i Integracji Kobiet na rzecz Rozwoju                       | Jacqueline Lydia Mikolo                    |
|         | Minister ds. Badań Naukowych i Innowacyjności                                                                  | Martin Parfait Aimé Coussoud-Mavoungou     |
|         | Minister Planowania, Statystyki, Integracji Regionalnej, Transportu, Lotnictwa Cywilnego i Marynarki Handlowej | Ingrid Olga Ghislaine Ebouka-Babackas      |
|         | Minister Poczt, Telekomunikacji i E-gospodarki                                                                 | Léon Juste Ibombo                          |
|         | Minister Turystyki i Ochrony Środowiska                                                                        | Arlette Soudan-Nonault                     |
|         | Minister Sportu i Wychowania Fizycznego                                                                        | Hugues Ngouélondélé                        |
|         | Minister Spraw Społecznych i Akcji Humanitarnych                                                               | Antoinette Dinga-Dzondo                    |
|         | Minister ds. Młodzieży i Edukacji Obywatelskiej                                                                | Destinée Hermella Doukaga                  |
|         | Minister Kultury i Sztuki                                                                                      | Dieudonné Moyongo                          |